# Maximiliano Emanuel da Baviera
Maximiliano Emanuel de Wittelsbach (em alemão:  Maximiliam Emanuel von Wittelsbach) (Munique, 7 de dezembro de 1849 - Feldafing, 12 de junho de 1893), foi Duque da Baviera .

## Família
Maximiliano Emanuel foi o décimo e último filho do duque Maximiliano José na Baviera e de sua esposa e prima, a princesa Luísa Guilhermina da Baviera . Seus avós paternos foram o duque Pio Augusto na Baviera e a princesa Amélia Luísa de Arenberg; enquanto seus avós maternos foram o rei Maximiliano I José da Baviera e sua segunda esposa, a princesa Carolina de Baden. Entre seus irmãos encontram-se Isabel da Baviera, Imperatriz da Áustria, Maria Sofia da Baviera, Rainha das Duas Sicílias e Sofia Carlota da Baviera, Duquesa de Alençon.

## Casamento e filhos
Maximiliano casou-se em Ebenthal, Baixa Áustria, em 20 de setembro de 1875, com a princesa Amália de Saxe-Coburgo-Gota , quarta filha do príncipe Augusto de Saxe-Coburgo-Gotha e da princesa Clementina de Orléans. Entre os irmãos de Amália encontram-se o rei Fernando I da Bulgária e o príncipe Luís Augusto de Saxe-Coburgo-Gota, genro do imperador Pedro II do Brasil pelo seu casamento com a princesa Leopoldina do Brasil. O casal teve três filhos 
- Siegfried Augusto Maximiliano Maria (1876-1952).
- Cristóvão José Clemente Maria (1879-1963).
- Leopoldo Emanuel Luís Maria (1890-1973).

## Morte
Maximiliano morreu em Feldafing, em 12 de junho de 1893, aos 43 anos de idade . Seu corpo foi sepultado na Sankt Quirinus Kirche ("Igreja de São Quirino"), em Tegernsee .